# Dario Campeotto
Dario Carlo Giacomo Campeotto, född 1 februari 1939 i Frederiksberg i Köpenhamn, död 1 april 2023 på samma plats, var en dansk sångare, skådespelare och komiker.

## Biografi
Dario Campeottos föräldrar kom ursprungligen från Italien. Till familjens ursprung räknas svenskar under efternamnet Larsson som utvandrade till Italien, köpte åtta markområden (italienska: otto campi). Fadern, Ernesto Campeotto, kom till Danmark 1928 och arbetade som driftsledare och senare som teknisk direktör för Fiat Danmark. I början av 1960-talet flyttade Campeottos föräldrar tillbaka till Turin, där de köpte en vingård som fortfarande är i familjens ägo. Campeotto har sjungit sedan han var barn, däribland i Köpenhamns katolska kyrka. Han uppträdde första gången som tioåring på en scen i KB-hallen. Han blev här upptäckt av skådespelaren och revydirektören Sejr Volmer Sørensen, som gjorde honom till en fast medverkande i radioprogrammet Lørdagsrytmer. Han fick ett kontrakt med det nybildade skivbolaget Sonet records och började uppträda som solist i Otto Franckers kvintett på restaurang Scandia 1959. Om dagarna arbetade han som körassistent vid Det Kongelige Teater.
Campeotto deltog i Dansk Melodi Grand Prix 1961 med låten Angelique. Han tävlade här mot redan väletablerade artister som Otto Brandenburg, Gustav Winckler, Birthe Wilke, Rachel Rastenni, Grethe Sønck samt paret Grethe och Jørgen Ingmann. Trots den hårda konkurrensen blev han vinnaren som fick representera Danmark i Eurovision Song Contest 1961 i Cannes, Frankrike. Han slutade där på en delad femteplats tillsammans med Italiens Betty Curtis och låten Al di là. Succén med Angelique på det nationella planet innebar starten på en framgångsrik sångkarriär. Med flera olika skivkontrakt gav han ut ett flertal grammofonskivor som Du skal nok bli' go engang (1964),  Tillader De, hr. Lund och Lille Pernille. Hans inspelning av Angelique blev också en stor försäljningssuccé i Sverige och nådde som högst andra plats under fem veckor (21/4-19/5) på branschtidningen Show Business försäljningslista. Han återkom till Dansk Melodi Grand Prix 1966 och 1987 med sångerna Hjerte for hjerte respektive Stjerner på himlen. Han uppnådde dock inte förstaplatsen någon av gångerna.
Campeottos filmkarriär började 1960 i filmen Eventyrrejsen, där han spelade en italiensk guide. Därpå följde en roll i filmen Peters baby innan det stora genombrottet kom 1962 med komedin Han, hun, Dirch og Dario, i vilken den mycket berömda komikern Dirch Passer medverkade. I de två sistnämnda filmerna sjöng han flera sånger. Han gifte sig 19 december 1963 med skådespelerskan Ghita Nørby och de flyttade till Turin i Italien. De öppnade där butiken Danimarca, som sålde danskt konsthantverk. Tillsammans fick de sonen Giacomo Campeotto. Äktenskapet med Nørby upplöstes 1969 och Campeotto flyttade tillbaka till Danmark 1970. Året därpå träffade han sin nuvarande hustru, Gertrud. De gifte sig 1977 och har tillsammans barnen Claudia och Filippo.
Under hela 1980-talet medverkade Campeotto Sans Sourci Revyen i Kolding, samt i ett flertal musikaler. Han fortsatte att medverka i olika revyer under 1990-talet, men gjorde kanske sin största insats 1995 då han spelade Kapten von Trapp i musikalen Sound of Music hela 145 gånger. Han blev delägare i restaurangen Vin & Ølgod i Köpenhamns innerstad. Det blev dock ingen framgång och verksamheten lades ned 1998. På senare år har han bland annat turnerat med Cirkus Arena och givit ut cover-skivan Love is in the air (2001). Han är efter sitt frånfälle inte längre aktiv på teater- och revyscenerna.

## Filmografi
- Eventyrrejsen (1960)
- Amor på villovägar (1961)
- Han, hon och kärleken (1962)
- Läderlappen (1966)
- Min kones ferie (1967)
- Nyhavns glade gutter – Onkel Joakims hemmelighed (1967)
- Hoppla på sängkanten (1976)
- Station 13 (TV-serie 1988)
- Kærlighed ved første desperate blik (1994)
- Lady och Lufsen II: Ludde på äventyr (röst, 1998)
- Flygande farmor (2001)
- Bilar (röst, 2006)
- Tommy (2010)

## Teater

### Roller (ej komplett)
| År   | Roll          | Produktion                                            | Regi           | Teater              |
| ---- | ------------- | ----------------------------------------------------- | -------------- | ------------------- |
| 1997 | Nick Arnstein | Funny Girl Jule Styne, Bob Merrill och Isobel Lennart | Hans Bergström | Fredriksdalsteatern |